# Franz Fröhlich (Architekt)
Franz Xaver Fröhlich (* 30. November 1823 in Wien; † 15. April 1889 ebenda) war ein österreichischer Architekt.

## Ausbildung und Beruf
Franz fröhlich besuchte von 1839 bis 1843 das Polytechnische Institut in Wien und bildete sich von 1844 bis 1847 an der Akademie der bildenden Künste Wien unter anderem bei von Van der Nüll weiter. 1848 nahm er am Wettbewerb zur Errichtung der Neulerchenfelder Pfarrkirche teil. 1851 trat er ein zweijähriges Stipendium für eine „Kunstreise“ an, das er in die Sommermonate 1854 verlängerte. Dieses Stipendium wurde ihm von Heinrich Ferstel bewilligt. Es wird angenommen, dass Fröhlich im Zuge seines Stipendiums nach Brünn kam, wo er von 1853 bis 1855 für die Errichtung des sogenannten Stadthofes verantwortlich war. Beruflich war Fröhlich 1850 als Adjunkt an der Gewerbezeichenschule des Polytechnischen Instituts Wien beschäftigt, danach war er von 1850 bis 1853 als Lehrer für Linearzeichnen an der Akademie der bildenden Künste (Elementarzeichnungs- und Modellierschule) tätig. In der Folge arbeitete Fröhlich als Architekt und wurde 1864 auch Ersatzmitglied der Wiener Baucommission zur Revision der Bauordnung.
In Wien plante Fröhlich einige repräsentative Wohnhäuser wie den Häuserblock am Opernring 7–15. Für den Auftraggeber dieses Bauprojektes, Anton Ritter von Ölzelt, entwarf Fröhlich 1876 auch eine Grabkapelle am Friedhof Mauer. Zu seinen wichtigsten Arbeiten gehört die 1885 errichtete Creditanstalt für Handel und Gewerbe in der Wiener Innenstadt (Am Hof). Um das Jahr 1880 übersiedelte Fröhlich nach Perchtoldsdorf, wo er Gründungsmitglied des Verschönerungsvereins Perchtoldsdorf war und sich in der Folge für ortsverschönernde und fremdenverkehrsfördernde Maßnahmen engagierte. Ab 1858 war er Mitglied des Österreichischen Ingenieur- und Architektenvereins, ab 1860 Mitglied des Vereins Eintracht und ab 1863 Mitglied der Genossenschaft der Bildenden Künstler Wiens.
Fröhlich zeichnete vor allem für die Errichtung von eleganten und repräsentativen Mietshäusern verantwortlich, die im Zuge der Ringstraßenverbauung bzw. der Stadterweiterung entstanden. Er setzte dabei auf Elemente der in Wien zu dieser Zeit verbreiteten Neorenaissance, wodurch sich das Werk von Fröhlich stilistisch in die sogenannte „Neu-Wiener Renaissance“, einer speziellen Spielart der italienischen Renaissance, einordnen lässt.

## Privates

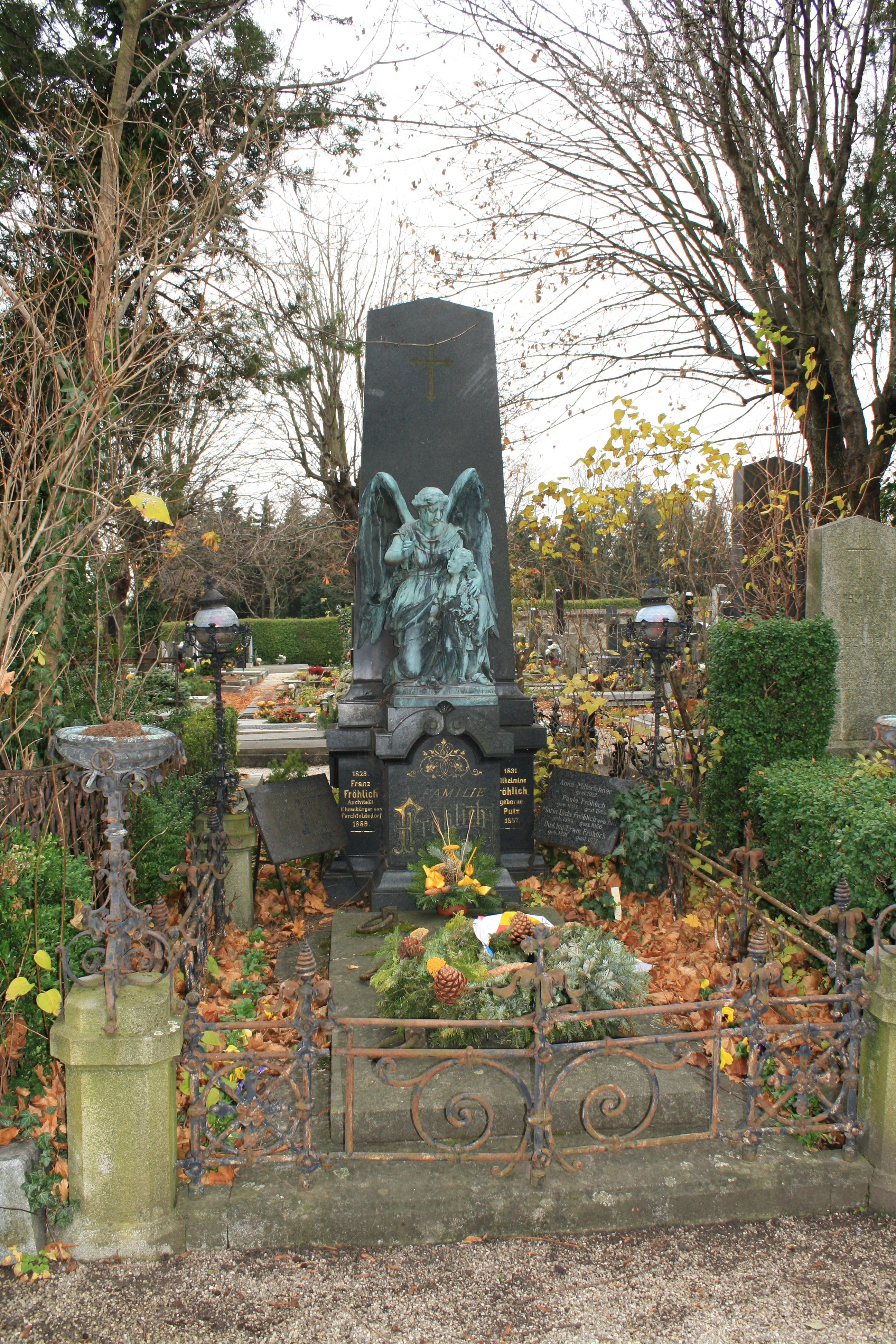
Grab in Perchtoldsdorf mit einem Bronzeengel von Viktor Tilgner

Fröhlich wurde als Sohn des Maurerpoliers Leopold Fröhlich und dessen Gattin Anna Maria Müller geboren. Er heiratete 1850 Wilhelmine Putz (1831–1887) und wurde in den frühen 1850er Jahren Vater einer Tochter und eines Sohnes. Seine Tochter Wilhelmine Maria, verehelichte Freymuth, lebte von 1851 bis 1924, sein Sohn Julius Johann Franz (1853–1923) war ebenfalls Architekt. Franz Fröhlich starb nach langer Krankheit im 66. Lebensjahr an „Gehirnschwund“ in Wien und wurde am Perchtoldsdorfer Friedhof bestattet.

## Werke
- Wohnhaus „Stadthof“ am Silinger Platz 2 in Brünn (1853–1855)
- Creditanstalt für Handel und Gewerbe Am Hof in Wien (1858, Wettbewerb, 1. Preis, im Zweiten Weltkrieg zerstört)
- Miethäuser am Opernring 7–15 in Wien (1861)
- Palais Rohan in der Praterstraße 38 in Wien-Leopoldstadt (1864)
- Palais Ölzelt in der Schottengasse 10 in Wien-Innere Stadt (1870)
- Wohnhaus in der Bellariastraße 10 in Wien-Innere Stadt (1870–1871)
- Hotel de France am Schottenring 3–5 in Wien-Innere Stadt (1872)
- Grabkapelle der Familie von Anton Ritter von Ölzelt am Friedhof Mauer in Wien-Liesing
- Josefswarte auf dem Hinteren Föhrenberg (1881)
- Umwandlung des Gemeindegasthauses „Zum goldenen Hirschen“ in eine Schule am Marktplatz 11 in Perchtoldsdorf (1883–1884)
- Kinderbewahrungsanstalt in der Hochstraße 28 Perchtoldsdorf (1886)

## Auszeichnungen und Preise
- Peinpreis (1845)
- Gundelpreis für Geometrie (1845)
- Fügerpreis (1846)
- Rosenbaumpreis (1846)
- Hofpreis Goldene Medaille (1847)
- Ehrenbürger von Perchtoldsdorf (1884)
- Straßenbenennung der Fröhlichgasse in Perchtoldsdorf (1894)
- Benennung der Schanz-Quelle in der Nähe der Josefswarte in Perchtoldsdorf als Fröhlich-Quelle⊙[1]